# Zwartnekhaas
De zwartnekhaas (Lepus nigricollis)  is een zoogdier uit de familie van de hazen en konijnen (Leporidae). De wetenschappelijke naam van de soort werd voor het eerst geldig gepubliceerd door F. Cuvier in 1823.

## Voorkomen
De soort komt voor in Pakistan, India, Bangladesh (met uitzondering van de Sundarbans), Sri Lanka en op Java.

## Ondersoorten
De soort kent de volgende ondersoorten:
- Lepus nigricollis aryabertensis
- Lepus nigricollis dayanus
- Lepus nigricollis nigricollis
- Lepus nigricollis ruficaudatus
- Lepus nigricollis sadiya
- Lepus nigricollis simcoxi
- Lepus nigricollis singhala